# Gravy (film 2015)
Gravy è un film del 2015 diretto da James Roday.
Commedia horror statunitense, di cui Roday, al suo debutto alla regia, è anche sceneggiatore con Todd Harthan, e protagonista con Jimmi Simpson, Sutton Foster, Gabourey Sidibe e Sarah Silverman.
Il film è stato distribuito negli Stati Uniti il 2 ottobre 2015 da Scream Factory.

## Trama
I dipendenti di un ristorante messicano stanno per terminare il loro turno quando tre cannibali affamati cambiano i loro piani.
Quando entrano nel locale, Anson, Stef e Mimi hanno tutta l'intenzione di prendersi gioco delle loro vittime  predestinate e di  regalare loro una notte di Halloween che va ben oltre il semplice e inoffensivo ''dolcetto o scherzetto''.

## Produzione
Le riprese si sono svolte nel marzo 2013 a Los Angeles, California, con un cast che includeva Sarah Silverman, Gabourey Sidibe, Sutton Foster, Jimmi Simpson, Michael Weston, Dulé  Hill e Lothaire Bluteau.
Il 5 aprile 2013, dopo che il film era già terminato, è stato ufficialmente riferito che James Roday stava facendo il suo debutto alla regia con Gravy.